# Pang
Pour les articles homonymes, voir Pang (homonymie).
Pang, appelé Pomping World (ポンピングワールド) au Japon, Buster Bros. en Amérique du Nord, est un jeu vidéo d'action-réflexion développé et commercialisé par Mitchell Corporation, sorti en 1989 sur système d'arcade Mitchell. Il a été converti sur divers micro-ordinateurs et consoles de jeu,.
Une suite du jeu, appelée Super Pang et issue du même studio de développement, est sortie l'année suivante. 

## Système de jeu
Le personnage du jeu, un jeune explorateur, doit compléter un périple à travers les sites touristiques des capitales du monde, chaque site occupant trois niveaux de jeu selon une période de temps : la journée, le soir, la nuit. 
Le joueur dirige ce personnage confiné dans un tableau fixe de la taille de l'écran, dans lequel des bulles ou des boules géantes rebondissent, menaçant le personnage. Celui-ci peut seulement se déplacer à gauche et à droite et lancer verticalement des grappins en l'air pour faire éclater les boules. Lorsqu'une grosse boule est touchée, elle se divise en deux autres boules de taille intermédiaire, qui elles-mêmes se divisent ensuite en deux petites boules, lesquelles peuvent être détruites pour de bon. Plus une boule est petite, plus son rebond est de faible d'amplitude et plus le timing pour passer dessous la boule est serrée. Le but du jeu est de détruire les boules avant la fin du temps imparti sans être touché. Pour y parvenir, le joueur doit constamment anticiper la trajectoire et assimiler le timing des boules, lesquelles tendent fatalement à être de plus en plus nombreuses au fil de la partie. La difficulté de jeu est moins de viser juste que de trouver les emplacements qui laissent le temps de tirer. Si le personnage est touché par une boule, le joueur perd une vie et recommence le niveau. Le joueur passe au tableau suivant dès qu'il parvient à détruire toutes les boules. Un bonus de temps vient gonfler le score.  
Au fil du temps, les tableaux présentent des éléments tiers, parfois destructibles, de plus en plus complexes. Ces éléments viennent perturber la trajectoire des boules et réduire les positions de tirs, transformant le challenge en véritable casse-tête. Le personnage a parfois la possibilité de se hisser sur des plates-formes en grimpant à des échelles. Cela est parfois utile pour atteindre certaines boules mais peut aussi constituer une échappatoire à double tranchant (il faut ensuite pouvoir redescendre pour détruire les plus petites boules).
Des bonus, libérés lors de la destruction de certaines boules, viennent modifier les paramètres de jeu :
- le « double tir » permet d'envoyer deux grappins simultanément
- le « trident »  permet aux grappins de rester accrochés au plafond (par défaut il disparaît dès qu'il atteint le sommet du tableau)
- la mitraillette se substitue au grappin et permet d'envoyer des salves de tirs à une cadence soutenue
- la « protection » immunise le personnage contre un contact avec une boule
- la « dynamite » fait exploser toutes les boules du tableau en petites boules (bonus à double tranchant)
- la « suspension de temps » fige toutes les boules du tableau dans l'espace pendant quelques secondes
- l'« extension de temps » ajoute des secondes au compte à rebours

Un des attraits du jeu est la présence d'un mode deux joueurs en simultané. La coordination est de rigueur car les actions de l'un peuvent avoir des répercussions immédiates sur l'autre.

## Équipe de développement
- Planificateur : NDA
- Direction : Kihaji Okamoto
- Programmeurs : Hospitel Masa, Mamichan Otona
- Conception des personnages : Hiramattyo, Oyuu
- Musique : Tamayo Kawamoto

## Conversions et rééditions
Le jeu d'arcade, très amusant et simple techniquement, a été bien accueilli. Il fut porté sur de nombreux supports familiaux et reçu le Tilt d'or Canal+ de la « meilleure conversion d'arcade » en 1990.
Ocean Software a édité le jeu sur Amiga, Atari ST, Amstrad CPC, ZX Spectrum (1990), Commodore 64 (1991) et GX-4000. Les versions 16/32-bits ont été développées par Ocean France (Beach Volley, Operation Wolf, Mr Nutz). Marc Djan a dirigé les conversions, avec une programmation de Pierre Adane et des graphismes de Thierry Levastre. La musique de jeu a été adaptée par Pierre-Eric Loriaux (Amiga) et Tony Williams (ST). La version Amiga est la plus proche du coin-op techniquement (couleurs, son et animation) en 64 couleurs Halfbright. Les versions 8-bits ont été adaptées par Arc Developments.
Hudson Soft a adapté et édité le jeu sur PC Engine au format CD-ROM² (1991, uniquement au Japon et aux États-Unis) et sur Game Boy (1993). 
Le jeu est également disponible sur PlayStation dans la compilation Super Pang Collection (1997) et sur PlayStation Portable dans la compilation Capcom Puzzle World (2006).
Une version pour iPhone nommée Pang Mobile est également disponible depuis octobre 2009.

## Clones
- Zap't'Balls: The Advanced Edition, pour Amstrad CPC